# Notholca ikaitophila
Notholca ikaitophila är en hjuldjursart som beskrevs av Sørensen och Kristensen 2000. Notholca ikaitophila ingår i släktet Notholca och familjen Brachionidae. Inga underarter finns listade i Catalogue of Life.